# Eskilstuna
Eskilstuna (em sueco: Eskilstuna; pronúncia sueca: [ˈɛ̂sːkɪlsˌtʉːna]; ouça a pronúncia) ou Esquiltuna é uma cidade da província da Södermanland, na região da Svealand.
É a sede da comuna de Eskilstuna, no condado de Södermanland.
Possui 31,7 quilômetros quadrados e, segundo o censo de 2020, tem 69 948 habitantes e uma população total de 95 318 habitantes em toda a municipalidade.
Está situada a 70 km a oeste da cidade de Södertälje.
É atravessada pelo rio Eskilstuna (Eskilstunaån), que liga o lago Mälaren ao lago Hjälmaren.

## Etimologia e uso
O nome geográfico Eskilstuna deriva das palavras Eskil (bispo missionário do século XI) e Tuna (antiga diocese sueca).
A cidade está mencionada como Tuna em 1120 e como Æskilstunum em 1278.

Em textos em português é usada a forma original Eskilstuna.

## História

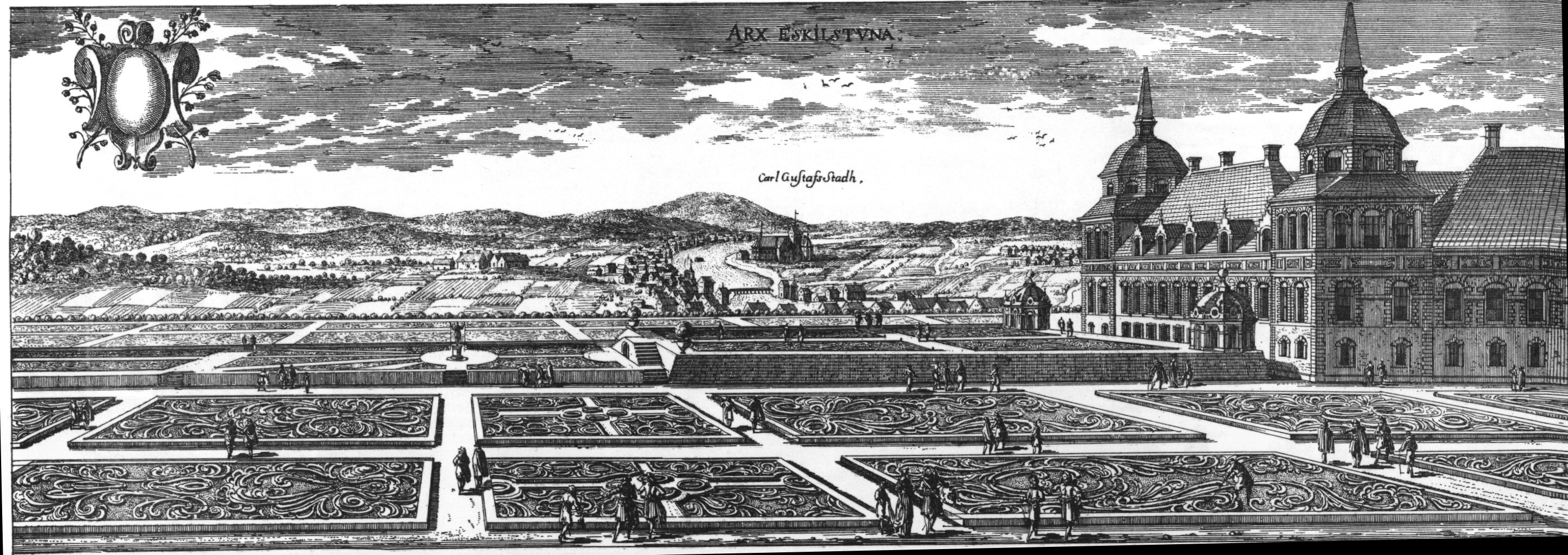
Vista panorâmica de Eskilstuna no século XVII, segundo a Suecia antiqua et hodierna.

Devido à sua localização geográfica, Eskilstuna foi desde muito cedo um local de trocas comerciais, com destaque para dois lugares chamados Tuna e Fors.
No século XVI, a região era um centro de produção de ferro.
No século XIX, a cidade era um importante polo industrial, onde eram fabricadas facas, tesouras e outros produtos metalúrgicos.

## Comunicações
A cidade de Eskilstuna é atravessada pela estrada europeia E20, ligando Eskilstuna a Estocolmo e a Gotemburgo, e pelas estradas nacionais 53 e 56. Dispõe de ligações ferroviárias a Strängnäs-Södertälje, Västerås-Estocolmo-Uppsala, e Katrineholm-Norrköping. O pequeno aeroporto de Eskilstuna fica a 13 km a leste da cidade.

## Património turístico
- Parken Zoo (jardim zoológico, piscina, parque de diversões) [7]
- Rademachersmedjorna (museu ao ar livre em torno das forjas metalúrgicas do século XVII) [7]

## Desporto
Há enorme entusiasmo pelo andebol na cidade. O clube Eskilstuna Guif atingiu várias vezes a final do Campeonato de andebol da Suécia (Handbollsligan). A claque de apoio usa camisolas vermelhas e tem o nome de Mar Vermelho (Röda havet).